# Jean-Pierre Stroobants
Jean-Pierre Stroobants (Bruxelles, 1956) è un giornalista belga francofono.
È corrispondente dal Benelux per il quotidiano francese Le Monde dal 2001. È autore di articoli sui temi dell'attualità europea.

## Biografia

### Carriera giornalistica

#### Reportagee inchieste
Fra i suoi vari reportage,  in un articolo apparso su Le Monde il 9 luglio 2007, suggerì l'ipotesi che fosse probabile una separazione pacifica fra la regione fiamminga e quella vallona, analoga a quanto si era già verificato in Cecoslovacchia. Secondo il giornalista, la questione belga avrebbe potuto rappresentare un precedente europeo con alcune specificità recenti e passate: la transizione da una società industrializzata ad una basata sul settore terziario che ha avvantaggiato la regione fiamminga, e il fatto che il Belgio sia divenuto indipendente nel 1830 e nato in funzione di "zona cuscinetto" fra due grandi imperi, l'impero napoleonico e quello austriaco.
In un servizio di cronaca del 14 marzo 2012 ha raccontato di un incidente automobilistico avvenuto in Svizzera e costato la vita a 22 bambini e ai loro accompagnatori. Nel servizio ha associato la commozione popolare ad una particolare sensibilità ai problemi dell'infanzia, maturata nell'opinione pubblica dopo il caso di Dutroux e lo scandalo della pedofilia in Belgio. L'articolo suscitò la reazione di alcuni giornalisti della stampa belga, a parere dei quali Stroobants avrebbe collegato fatti molto diversi tra loro.